# Liste des monuments historiques de Châlons-en-Champagne
Ce tableau présente une liste non exhaustive des monuments historiques classés ou inscrits dans la ville de Châlons-en-Champagne, Marne, en France.

## Liste
| Monument                                     | Adresse                                                                 | Coordonnées                      | Notice         | Protection     | Date      | Illustration                                 |
| -------------------------------------------- | ----------------------------------------------------------------------- | -------------------------------- | -------------- | -------------- | --------- | -------------------------------------------- |
| Abbaye de Toussaint                          | 12 place de l'École des Arts                                            | 48° 57′ 25″ nord, 4° 21′ 31″ est | « PA00078617 » | Classé Inscrit | 1936 2012 | Abbaye de Toussaint                          |
| Bastion d'Aumale                             | Quartier Tirlet                                                         | 48° 57′ 24″ nord, 4° 22′ 36″ est | « PA00078608 » | Inscrit        | 1929      | Bastion d'Aumale                             |
| Cathédrale Saint-Étienne de Châlons          | Place Saint-Étienne Rue de la Marne Rue René-Popelin                    | 48° 57′ 18″ nord, 4° 21′ 28″ est | « PA00078610 » | Classé         | 1862      | Cathédrale Saint-Étienne de Châlons          |
| Caves médiévales de la galerie Saint-Germain | 4 rue de la Marne                                                       | 48° 57′ 23″ nord, 4° 21′ 41″ est | « PA00135311 » | Inscrit        | 1995      | Caves médiévales de la galerie Saint-Germain |
| Château Jacquesson                           | 116 avenue Paris                                                        | 48° 57′ 15″ nord, 4° 20′ 33″ est | « PA00078611 » | Inscrit        | 1980      | Château Jacquesson                           |
| Tombeau d'Alexandre Brzostowski              | Cimetière de l'Ouest 6 boulevard Léon-Blum                              | 48° 57′ 34″ nord, 4° 21′ 28″ est | « PA00078923 » | Inscrit        | 1991      | Tombeau d'Alexandre Brzostowski              |
| Cirque                                       | 1ter avenue Général-Leclerc                                             | 48° 57′ 04″ nord, 4° 21′ 45″ est | « PA00078612 » | Inscrit        | 1984      | Cirque                                       |
| Cloître de la cathédrale                     | 14, 16 rue des Juifs                                                    | 48° 57′ 20″ nord, 4° 21′ 35″ est | « PA00125382 » | Inscrit        | 1993      | Cloître de la cathédrale                     |
| Collégiale Notre-Dame-en-Vaux                | Rue de Vaux Quai Notre-Dame                                             | 48° 57′ 28″ nord, 4° 21′ 50″ est | « PA00078618 » | Classé         | 1840 1975 | Collégiale Notre-Dame-en-Vaux                |
| Couvent des Cordeliers                       | Rue des Cordeliers                                                      | 48° 57′ 18″ nord, 4° 21′ 36″ est | « PA00078613 » | Inscrit        | 1934      | Couvent des Cordeliers                       |
| Couvent des Dames de la Congrégation         | Rue Grande-Étape                                                        | 48° 57′ 29″ nord, 4° 22′ 08″ est | « PA00078614 » | Inscrit        | 1938      | Couvent des Dames de la Congrégation         |
| École nationale supérieure d'arts et métiers | 1bis et 3 rue de la Rochefoucault-Liancourt 2, 4, 8 rue Saint-Dominique | 48° 57′ 25″ nord, 4° 21′ 31″ est | « PA00078616 » | Classé Inscrit | 1984 1997 | École nationale supérieure d'arts et métiers |
| Église Saint-Alpin                           | Rue des Lombards Rue Saint-Alpin                                        | 48° 57′ 22″ nord, 4° 21′ 43″ est | « PA00078619 » | Classé         | 1862      | Église Saint-Alpin                           |
| Église Saint-Jean                            | Place Saint-Jean Rue Jean-Jacques-Rousseau                              | 48° 57′ 21″ nord, 4° 22′ 27″ est | « PA00078620 » | Classé         | 1862      | Église Saint-Jean                            |
| Église Saint-Loup                            | Rue des Martyrs-de-la-Résistance                                        | 48° 57′ 36″ nord, 4° 22′ 08″ est | « PA00078621 » | Classé Inscrit | 1981      | Église Saint-Loup                            |
| Grand séminaire de Châlons-en-Champagne      | 2 rue Jessaint                                                          | 48° 57′ 13″ nord, 4° 21′ 56″ est | « PA00078652 » | Classé         | 1943      | Grand séminaire de Châlons-en-Champagne      |
| Hôtel                                        | 10 rue de Chastillon                                                    | 48° 57′ 15″ nord, 4° 21′ 52″ est | « PA00078624 » | Inscrit        | 1983      | Hôtel                                        |
| Hôtel Dubois de Crancé                       | Rue d'Orfeuil                                                           | 48° 57′ 23″ nord, 4° 21′ 46″ est | « PA00078609 » | Inscrit Classé | 1932 1941 | Hôtel Dubois de Crancé                       |
| Hôtel des Intendants de Champagne            | Rue Carnot                                                              | 48° 57′ 12″ nord, 4° 22′ 00″ est | « PA00078622 » | Classé         | 1930      | Hôtel des Intendants de Champagne            |
| Hôtel de ville                               | Rue de l'Hôtel-de-ville Place maréchal Foch                             | 48° 57′ 24″ nord, 4° 21′ 46″ est | « PA00078623 » | Inscrit Classé | 1932 1941 | Hôtel de ville                               |
| Immeuble                                     | 5 rue Carnot                                                            | 48° 57′ 18″ nord, 4° 21′ 57″ est | « PA00078625 » | Inscrit        | 1982      | Immeuble                                     |
| Immeuble                                     | 66-68 rue Léon-Bourgeois                                                | 48° 57′ 38″ nord, 4° 21′ 56″ est | « PA00078626 » | Inscrit        | 1970      | Immeuble                                     |
| Immeuble                                     | 5 rue du Lycée                                                          | 48° 57′ 31″ nord, 4° 21′ 49″ est | « PA00078627 » | Inscrit        | 1973      | Immeuble                                     |
| Immeuble                                     | 7 rue du Lycée                                                          | 48° 57′ 31″ nord, 4° 21′ 49″ est | « PA00078628 » | Inscrit        | 1974      | Immeuble                                     |
| Immeuble                                     | 25 rue Pasteur                                                          | 48° 57′ 23″ nord, 4° 22′ 02″ est | « PA00078629 » | Inscrit        | 1972      | Immeuble                                     |
| Maison                                       | 7 à 11 avenue Général-Leclerc                                           | 48° 56′ 57″ nord, 4° 21′ 49″ est | « PA00078630 » | Inscrit        | 1975      | Maison                                       |
| Maison                                       | 1 Place du Maréchal Foch                                                | 48° 57′ 23″ nord, 4° 21′ 46″ est | « PA00078631 » | Inscrit        | 1926      | Maison                                       |
| Maison                                       | 2 Place du Maréchal Foch                                                | 48° 57′ 25″ nord, 4° 21′ 44″ est | « PA00078632 » | Inscrit        | 1926      | Maison                                       |
| Maison                                       | 4 Place du Maréchal Foch                                                | 48° 57′ 25″ nord, 4° 21′ 44″ est | « PA00078633 » | Inscrit        | 1926      | Maison                                       |
| Maison                                       | 5 Place du Maréchal Foch                                                | 48° 57′ 23″ nord, 4° 21′ 45″ est | « PA00078634 » | Inscrit        | 1926      | Maison                                       |
| Maison                                       | 6 Place du Maréchal Foch                                                | 48° 57′ 25″ nord, 4° 21′ 44″ est | « PA00078635 » | Inscrit        | 1926      | Maison                                       |
| Maison                                       | 7 Place du Maréchal Foch                                                | 48° 57′ 23″ nord, 4° 21′ 43″ est | « PA00078636 » | Inscrit        | 1926      | Maison                                       |
| Maison                                       | 8 Place du Maréchal Foch                                                | 48° 57′ 25″ nord, 4° 21′ 44″ est | « PA00078637 » | Inscrit        | 1926      | Maison                                       |
| Maisons                                      | 9-11 Place du Maréchal Foch                                             | 48° 57′ 23″ nord, 4° 21′ 44″ est | « PA00078638 » | Inscrit        | 1926      | Maisons                                      |
| Maisons                                      | 10-12 Place du Maréchal Foch                                            | 48° 57′ 25″ nord, 4° 21′ 43″ est | « PA00078639 » | Inscrit        | 1926      | Maisons                                      |
| Maison                                       | 13 Place du Maréchal Foch Rue de la Marne                               | 48° 57′ 23″ nord, 4° 21′ 43″ est | « PA00078640 » | Inscrit        | 1926      | Maison                                       |
| Maison                                       | 14 Place du Maréchal Foch                                               | 48° 57′ 25″ nord, 4° 21′ 43″ est | « PA00078641 » | Inscrit        | 1926      | Maison                                       |
| Maison                                       | 16 Place du Maréchal Foch                                               | 48° 57′ 25″ nord, 4° 21′ 43″ est | « PA00078642 » | Inscrit        | 1926      | Maison                                       |
| Maisons                                      | 18-20 Place du Maréchal Foch                                            | 48° 57′ 24″ nord, 4° 21′ 42″ est | « PA00078643 » | Inscrit        | 1926      | Maisons                                      |
| Maison                                       | 22 Place du Maréchal Foch                                               | 48° 57′ 24″ nord, 4° 21′ 42″ est | « PA00078644 » | Inscrit        | 1926      | Maison                                       |
| Maison                                       | 7 rue Pasteur                                                           | 48° 57′ 21″ nord, 4° 21′ 57″ est | « PA51000005 » | Inscrit        | 2000      | Maison                                       |
| Maison                                       | Rue de Vaux                                                             | 48° 57′ 28″ nord, 4° 21′ 51″ est | « PA00078647 » | Inscrit        | 1938      | Maison                                       |
| Maison Royer et Granthille                   | 2 rue de l'Abbé-Lambert 6 rue d'Orfeuil 3 rue Saint-Alpin               | 48° 57′ 22″ nord, 4° 21′ 46″ est | « PA51000014 » | Inscrit        | 2007      | Maison Royer et Granthille                   |
| Maison Saint-Joseph                          | 1 rue Saint-Joseph                                                      | 48° 57′ 37″ nord, 4° 21′ 50″ est | « PA00135312 » | Inscrit        | 1995      | Maison Saint-Joseph                          |
| Maisons                                      | 89-91-93 rue de la Marne 40 boulevard Victor-Hugo                       | 48° 57′ 19″ nord, 4° 21′ 22″ est | « PA00078646 » | Inscrit        | 1941      | Maisons                                      |
| Maisons canoniales                           | 1-3-5-7 place Notre-Dame                                                | 48° 57′ 29″ nord, 4° 21′ 49″ est | « PA00078645 » | Classé         | 1975      | Maisons canoniales                           |
| Marché couvert de Châlons-en-Champagne       | Rue Gambetta Rue Thiers                                                 | 48° 57′ 21″ nord, 4° 21′ 52″ est | « PA00078648 » | Inscrit        | 1988      | Marché couvert de Châlons-en-Champagne       |
| Moulin à vent de Châlons-en-Champagne        | Rue Émile-Morel                                                         | 48° 56′ 47″ nord, 4° 20′ 42″ est | « PA00078649 » | Inscrit        | 1975      | Moulin à vent de Châlons-en-Champagne        |
| Musée Garinet                                | 13 rue Pasteur                                                          | 48° 57′ 21″ nord, 4° 21′ 59″ est | « PA00078650 » | Inscrit        | 1980      | Musée Garinet                                |
| Porte Sainte-Croix                           | Rue Carnot                                                              | 48° 57′ 07″ nord, 4° 22′ 05″ est | « PA00078651 » | Classé         | 1941      | Porte Sainte-Croix                           |
| Prieuré des bénédictines de Vinetz           | 2 rue de Vinetz                                                         | 48° 57′ 36″ nord, 4° 22′ 08″ est | « PA00078615 » | Inscrit        | 1978      | Prieuré des bénédictines de Vinetz           |
| Quartier Tirlet                              | 6 rue de la Charrière                                                   | 48° 57′ 25″ nord, 4° 22′ 24″ est | « PA00132586 » | Inscrit        | 1994 2009 | Quartier Tirlet                              |
| Synagogue de Châlons-en-Champagne            | 21 rue Lochet                                                           | 48° 57′ 17″ nord, 4° 21′ 43″ est | « PA51000031 » | Inscrit        | 2024      | Synagogue de Châlons-en-Champagne            |